# Partner
Partner, до 2016 року відома як Orange Israel, повна назва «Партнер тикшорет Лтд» (Partner Communications Company Ltd.) — оператор стільникового зв'язку в Ізраїлі (TASE: PTNR). Одна з багатьох фірм, що мають ліцензію на мобільний зв'язок в Ізраїлі.
З 2014 компанія починає модернізувати свої технології і в 2015 році всі абоненти перейшли на нове покоління мобільного зв'язку 4g. 